# Kryptoanaliza różnicowa
Kryptoanaliza różnicowa – metoda ataku kryptologicznego opracowana niezależnie przez różnych kryptologów ale po raz pierwszy upubliczniona w 1990 roku przez Eli Bihama i Adi Szamira. Polega na porównywaniu dwóch szyfrogramów, które powstały w wyniku zaszyfrowania dwóch, różniących się w pewien szczególny sposób, tekstów jawnych tym samym kluczem.
Wymyślenie kryptoanalizy różnicowej było przełomowym wydarzeniem dla kryptologii, gdyż po raz pierwszy metoda ta oferowała złamanie DES-a szybciej niż metoda brute force. Jest to atak z wybranym tekstem jawnym (chosen plaintext) - w przypadku DES-a potrzebuje ona ponad 72 biliardy tekstów jawnych - podczas gdy z zastosowaniem kryptoanalizy różnicowej udało się zredukować ich liczbę do ponad 140 miliardów tekstów jawnych. Chociaż jej odkrywcy przygotowali podstawy teoretyczne, opublikowali je i sprawdzili na niepełnych (mniej niż szesnastorundowych) wersjach DES-a to jednak algorytm opierający się na tej metodzie dla pełnego DES-a okazał się mniej efektywny niż metoda brute force. Po opublikowaniu prac Bihama i Shamira NSA oświadczyła, że ta metoda znana była jej już w latach 70 i dlatego S-BOXy przeprojektowano tak, aby uodpornić je na ten rodzaj ataku oraz zaproponowano w tym celu właśnie 16, a nie mniej rund.